# Escudo de Dominica
El escudo de armas de Dominica fue aprobado el 21 de julio de 1961. Es un escudo cuarteado de oro y azur por una cruz de azur en la mitad de sus brazos más próxima a los cuarteles de oro y de oro en la más próxima a los cuarteles de azur.
En el primer cuartel, de oro, un cocotero en sus colores naturales; en el segundo, de azur, un sapo de Dominica en sus colores naturales; en el tercer cuartel, de azur, una canoa caribeña sobre ondas de plata y azur; en el cuarto cuartel, de oro, un árbol bananero.
Timbra el escudo un burelete de plata y azur con una roca de sable surmontada por un león pasante armado de oro.
Como soportes del escudo, dos loros imperiales al natural, el animal emblemático de Dominica. Esta ave también aparece representada en la bandera nacional.
En la parte inferior está  escrito, en francés, el lema nacional en una cinta de oro con letras de sínople: “Apres Bondie C'est La Ter” («Después de Dios es la Tierra»)
Antes del escudo usado actualmente, la antigua colonia británica utilizaba un escudo con la representación naturalista de un barco varado en el puerto de Roseau, la capital. Este mismo escudo aparecía también en la antigua bandera colonial.

## Galería de escudos

Escudo de armas de las Islas Británicas de Sotavento (1909-1940), con el escudo superior derecho representando a Dominica